# Élections à Niue
Les seules élections nationales à Niue sont les élections législatives, qui se tiennent tous les trois ans. Les vingt membres de l'Assemblée niuéenne sont élus au suffrage universel. Quatorze députés sont élus en tant que représentants des villages, et six sont élus hors circonscription.
Depuis la dissolution du Parti du peuple niuéen en 2003, il n'y a pas de parti politique à Niue. Une majorité de députés indépendants doivent donc s'entendre pour former une coalition gouvernementale. L'un des députés devient alors Premier ministre, et nomme trois autres députés à son cabinet de ministres. Le Premier ministre et son cabinet exercent le pouvoir exécutif de facto, bien que la reine de la Nouvelle-Zélande soit le chef d'État de jure.

## Élections récentes
- Élections législatives niuéennes de 2002
- Élections législatives niuéennes de 2005
- Élections législatives niuéennes de 2008
- Élections législatives niuéennes de 2011
- Élections législatives niuéennes de 2014
- Élections législatives niuéennes de 2017